# Dans ma chair
Dans ma chair è un album in studio della cantante francese Patricia Kaas, pubblicato nel 1997.

## Tracce
1. Quand j'ai peur de tout
2. Dans ma chair
3. Chanson simple
4. J'ai tout quitté pour toi
5. Je me souviens de rien
6. Les Lignes de nos mains
7. Je sais
8. Je voudrais la connaître
9. Fais-moi l'amitié
10. L'amour devant la mer
11. Je compte jusqu'à toi
12. Sans toi
13. Don't Let Me Be Lonely Tonight (duetto con James Taylor)